# 알프레드 코르델린

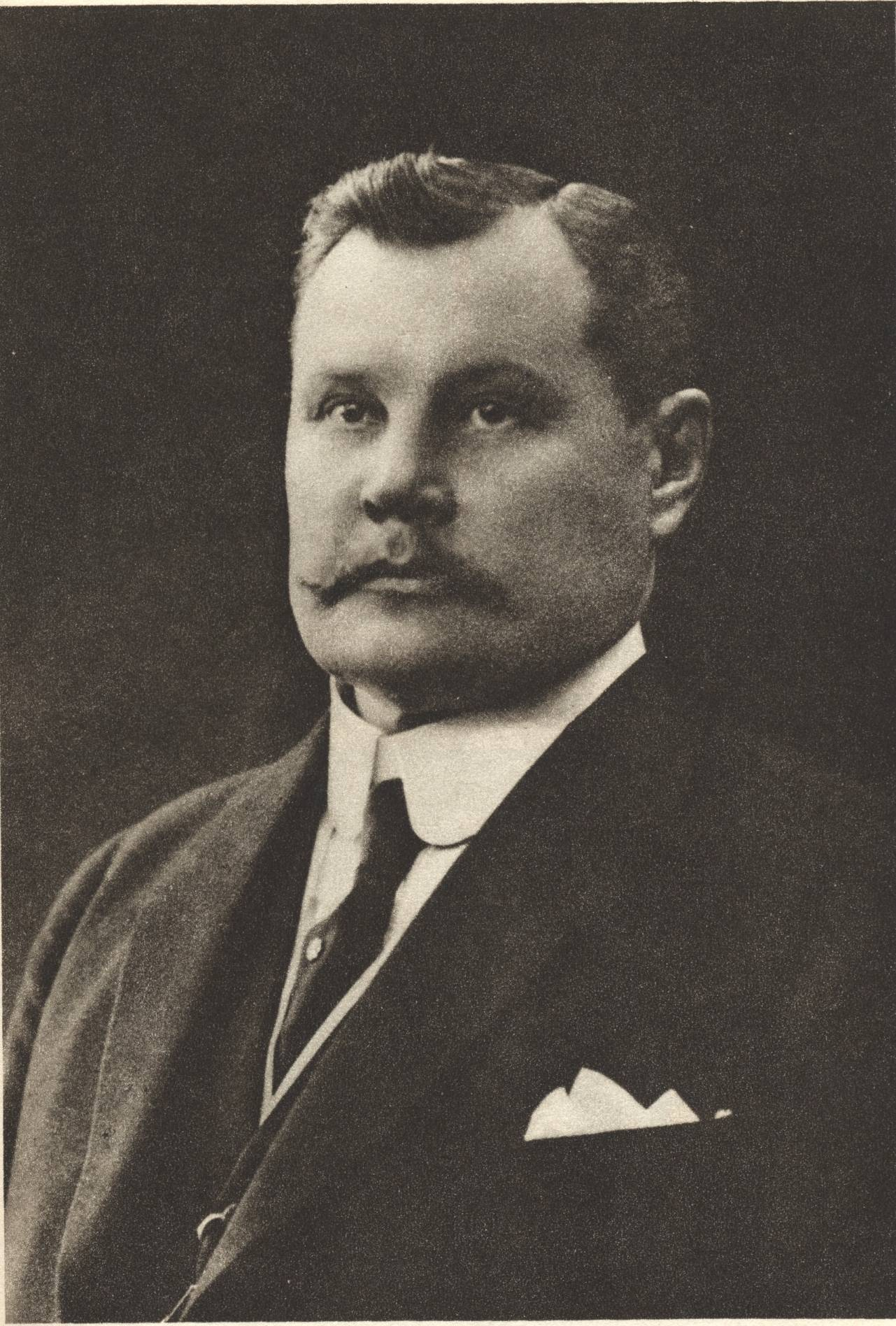

알프레드 코르델린(Alfred Kordelin, 1868년 11월 6일-1917년 11월 7일)은 핀란드의 기업가, 독지가다. 당대 핀란드 제일의 갑부였다.
라우마의 가난한 선원의 아들로 태어났으며 제도권 교육을 거의 받지 못했다. 방직, 조선, 금속 등 산업에 적절히 투자하여 핀란드에서 제일가는 부자가 되었다. 나중에 핀란드의 대통령을 역임한 법률가 리스토 뤼티는 코르델린의 가까운 친구이자 법률고문이었다.
1917년 11월 7일, 러시아계 선원들에게 납치당해 살해당했다(모밀라 참살 사건).
코르델린은 결혼하지 않았고 아이도 없었다. 사후 재산은 유언에 따라 핀란드 문화재단에 모두 기부되었다.